# Pterapothrechus longicornis
Pterapothrechus longicornis är en insektsart som först beskrevs av Johann Gottlieb Otto Tepper 1892.  Pterapothrechus longicornis ingår i släktet Pterapothrechus och familjen Gryllacrididae. Inga underarter finns listade i Catalogue of Life.